# سلالة (علم الوراثة)
السلالة الجينية (بالإنجليزية: Genetic lineage)‏ وتُعرف أيضًا باسم المخطط الجيني أو الشجرة الجينية (بالإنجليزية: Genetic pedigree)‏؛ هي سلسلة من الطفرات التي تربط نوعًا جينيًا مُورّوثًا (أليل، أو نمط فرداني، أو مجموعة فردانية) بنوع مشتق. في الحالات التي تكون فيها السلالة الجينية مشجرة للغاية، يكون ترتيب الطفرات في النسب معروفًا في الغالب، ومن الأمثلة على ذلك ترتيب الطفرات بين E1b1b وE1b1b1a1a لعُقَد الكروموسومات Y البشرية L0 أو L1.